# 小美玉市立羽鳥小学校
小美玉市立羽鳥小学校（おみたましりつはとりしょうがっこう）は、茨城県小美玉市羽鳥にある公立の小学校。

## 沿革
- 1873年に新治郡市野谷校の出張所として開校した。
- 1880年に大谷小学校から、この羽鳥に移設し、名称を羽鳥小学校と改称した。
- 1886年、羽鳥村の寺院をもって学校にあて、竹原尋常小学校羽鳥分教場となった。
- 1892年、7月9日をもって羽鳥分教場が廃止され、羽鳥尋常小学校として独立した。
- 1992年（平成4年）に創立100周年記念式典が挙行された。
- 2006年3月27日 - 町村合併により、小美玉市が発足。小美玉市立羽鳥小学校となる。